# James Frecheville
James Aitken Frecheville (pronunciado "fresh-ville"; 14 de abril de 1991) es un actor australiano conocido por su papel protagónico en la película australiana Animal Kingdom como Joshua "J" Cody, un adolescente conflictuado, y miembro más joven de una familia criminal en Melbourne.

## Primeros años
Frecheville nació en Melbourne y vivó en el suburbio de Malvern East. En su niñez concurrie a la escuela primaria de Lloyd Street y en su adolescencia termina sus estudios en el complejo McKinnon Secondary College. Desde una edad temprana siente un interés particular por la actuación, campo en el cual se estuvo perfeccionando durante su vida escolar. Inicialmente, Frecheville estuvo involucrado en varios grupos de teatro juvenil (mayoritariamente teatro amateur, incluyendo producciones escolares) antes de comenzar a trabajar como extra en la serie australiana City Homicide. Antes de su irrupción, Frecheville participó en cursos de actuación.

## Debut en cine
Las audiciones para Animal Kingdom tuvieron lugar en 2008, con aproximadamente 500 adolescentes compitiendo por el papel de "J" Cody. La filmación, que había arrancado en 2009, le causó algunos problemas a Frecheville ya que en ese momento cursaba su último año de secundaria. En 2010, durante el Festival de Cine de Sundance (dónde la película gana el Premio de Jurado de Cine Mundial, Drama), la revista The Hollywood Reporter describe a Frecheville como "una elección brillante" para la película.

## Filmografía
| Año  | Título                         | Personaje         | Notas |
| ---- | ------------------------------ | ----------------- | --- |
| 2009 | The Fourth Pillar              | Cain Polande/P083 | |
| 2010 | Animal Kingdom                 | Joshua "J" Cody   | Nominado – Autralian Film Institute Award Mejor Actor Nominado – Autralian Film Institute Award Mejor Actor Joven Nominado – Film Critics Circle of Australia Award para Mejor Actor |
| 2012 | KIN                            | Jim               | Cortometraje |
| 2012 | First Time, TheThe First Time  | Ronny             | |
| 2013 | Adore                          | Tom               | |
| 2014 | New Girl                       | Buster            | 2 episodios |
| 2012 | Drop, TheLa Entrega            | Fitz              | |
| 2012 | Mall                           | Mal               | |
| 2012 | Transparent                    | Patrick           | 1 episodio |
| 2015 | The Stanford Prison Experiment | Matthew Townshend | |
| 2016 | About Scout                    | Sam Prescott      | |
| 2016 | Highly Functional              | Bobby             | Post-producción |
| 2016 | I.T.                           | Ed Porter         | |
| TBA  | Requiem                        | Nick              | |

2018 Black'47 Feeny